# Don Sullivan
Donald E. Sullivan (Salt Lake City, 1º gennaio 1929 – Los Angeles, 7 gennaio 2018) è stato un attore, cantante e compositore statunitense.

## Biografia
Don Sullivan nacque il 1° gennaio 1929 a Salt Lake City, nello Utah. Figlio di un imbianchino, i suoi nonni erano mormoni. Poco dopo la sua nascita, la sua famiglia si trasferì nell'Idaho, dove Don trascorse il resto dell'infanzia. Nel 1948 si arruolò nei Marines e andò a combattere nella Guerra di Corea. Dopo essersi congedato, frequentò l'Università dell'Idaho, specializzandosi in chimica.
Lasciato l'Idaho e trasferitosi a Los Angeles, in California, Don iniziò a frequentare corsi di recitazione. Esordì come attore nel 1956 in un episodio della serie Wild Bill Hickok. Nel 1958 recitò nel suo primo film cinematografico, Seven Guns to Mesa, al quale fecero seguito altri film comeThe Monster of Piedras Blancas, The Giant Gila Monstere Teenage Zombies. Il suo ultimo ruolo di attore fu nel film del 1962, Paradise Alley di Hugo Haas.
Nonostante avesse la speranza di tornare a fare l'attore, Don venne assunto presso i Redken Laboratories dove ebbe una carriera di successo. Dopo aver lasciato l'azienda, fondò insieme a Vidal Sassoon la Sassoon Products Company e lavorò nell'industria cosmetica fino al 1983.
Nel 2012 tornò a recitare facendo un piccolo cameo nel film televisivo Gila! di Jim Wynorski, remake di The Giant Gila Monster.
Sullivan è morto a Los Angeles il 7 gennaio 2018.

### Vita privata
Il 10 marzo 1975 Sullivan sposò Mia May, dalla quale ebbe sette figli, tra cui l'attrice Lucia Sullivan.

## Filmografia

### Cinema
- Seven Guns to Mesa, regia di Edward Dein (1958)
- The Monster of Piedras Blancas, regia di Irvin Berwick (1959)
- L'uomo senza corpo (Curse of the Undead), regia di Edward Dein (1959) Non accreditato
- The Giant Gila Monster, regia di Ray Kellogg (1959)
- La rapina (The Rebel Set), regia di Gene Fowler Jr. (1959)
- Teenage Zombies, regia di Jerry Warren (1959)
- Paradise Alley, regia di Hugo Haas (1962)

### Televisione
- Wild Bill Hickok (Adventures of Wild Bill Hickok) – serie TV, 1 episodio (1956)
- Men of Annapolis – serie TV, 2 episodi (1957)
- Death Valley Days – serie TV, 1 episodio (1958)
- Hawaiian Eye – serie TV, 1 episodio (1959) Non accreditato
- Not for Hire – serie TV, 1 episodio (1959)
- Gila!, regia di Jim Wynorski – film TV (2012)